# Верхнесуерское

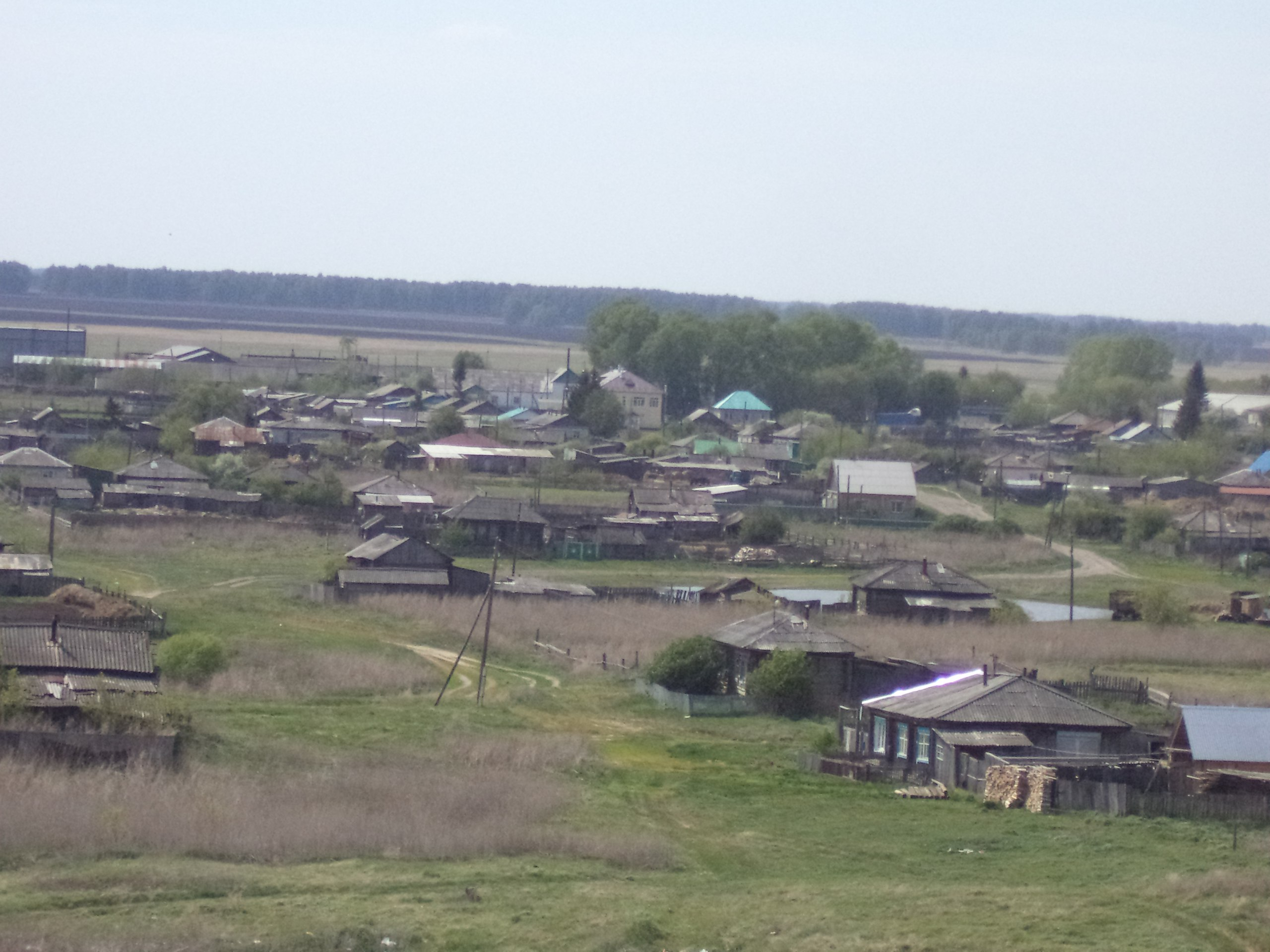
Село Верхнесуерское, 2016 год

Верхнесуерское — село в Варгашинском районе Курганской области Российской Федерации. Административный центр Верхнесуерского сельсовета.

## География
Населённый пункт расположен на берегу реки Суери, в 66 километрах (75 км по автодороге) к северо-востоку от районного центра рабочего посёлка Варгаши и в 90 километрах (107 км по автодороге) к северо-востоку от областного центра города Кургана.

### Часовой пояс
Верхнесуерское, как и вся Курганская область, находится в часовой зоне МСК+2. Смещение применяемого времени относительно UTC составляет +5:00.

## История

### Ранняя история
Через несколько десятилетий после Сибирского похода Ермака в конце XVI века на территорию Зауралья стали переселяться крестьяне с Урала, бежавшие от феодального гнёта. В начале 1640-х годов крестьяне поселились на плодородных землях по берегам реки Суери, на территории нынешнего села Верхнесуерского. В 1656 году возникла слобода Верхнесуерская (бывшая деревня Маркова), вошедшая в состав Тобольской губернии.
Верхнесуерская слобода была разграблена язычниками в 1660-е годы. Её нет в переписи 1683 и 1710  годов. В 1717 году крестьяне Усть-Суерской слободы пишут челобитную царю 
«о дозволении им построить слободу в верховьях речки Суери. В прошлых годах построена была вверх по Тоболу по реке, по речке вверх по Суери, и от разорения Казачьей Орды та слобода разорена». 

Крестьяне слободы были переведены в Усть-Суерскую слободу, они просят царя 
«желаем на том месте построить и завести слободу по-прежнему». 

  На челобитной имеется подпись Сибирского губернатора Матвея Гагарина и разрешение 
«крестьянам Захару да Семену Шестаковым селится на прежнем месте». 
 Верхесуерская слобода была заново построена после 1717 г.
```
С 
1730 года
 слобода входит в Тоболо-Ишимскую оборонительную линию от набегов кочевников. Она была обнесена забором, земляным рвом, обеспечена пушками и пищалями
[
5
]
. В 1740 году был набег кочевников на вновь отстроенную Верхне-Суерскую слободу. Только в 1752 году казахов удалось вытеснить за линию форпостов Арлагульского, Лебяжьего, 
Семискуль
, но столкновения продолжались фактически всю третью четверть XVIII века (1753, 1770, 1774, 1775)
[
7
]
.
```

В Ведомости Ялуторовского дистрикта Верхсуерской слободы от 17 февраля 1749 года указано, что в Верхсуерской слободе 51 двор, в которых крестьян, мужчин в возрасте от 18 до 50 лет 93 человека, у них огнестрельного оружия было 14 винтовок (у Афонасья Сосновского, у Афонасья Берходанова, у Афонасья Сереткина, у Федора Тишкова, у Клементья Сереткина, у Михаила Шестакова, у Гаврила Берходанова, у Самоила Берходанова, у Ивана (фамилия неразборчиво), у Григория Петрова, у Данила Петрова, у Ивана Маркова), 4 турки (у Афонасья Сосновского, 2 у Потапа Сереткина, у Афонасья Сереткина, у Агафона Сереткина), 1 фузея (у Афонасья Шестакова) и 4 глади (у Петра Оконишнова, у Космы Сереткина и 2 у Афонасья Сосновского). Общее число оружия не совпадает со списком владельцев. Больше всего оружия у Афонасья Сосновского (4 шт).
В 1865 году в селе была открыта церковно-приходская школа, которая имела один класс с 19 учениками. В 1917 году в школе было три класса, а в 1918 году открыт четвертый класс. Четыре учителя преподавали двумстам ученикам. Школа стала называться двухклассным училищем.
Село было центром Верх-Суерской волости Ялуторовского уезда Тобольской губернии.

### Бои в окрестностях села в годы Гражданской войны
В июне 1918 года установлена белогвардейская власть.
22 августа 1919 года красный 269-й Богоявленско-Архангельский полк переправился через р. Тобол у с. Белозерского. 24 августа 1919 года началось общее отступление белых войск 2-й армии генерала Н. А. Лохвицкого, по всему фронту. Белый 14-й Иртышский полк, находившийся на позиции у д. Широково, передал позицию 3-му Сибирскому казачьему полку и отошёл на восток по дороге через деревни Крутиха, Дураково. Севернее, мимо озер Полечихино, Спирино и Лукино в ночь с 23 на 24 августа 1919 года отходили белые 1-й и 2-й Штурмовые полки. Чтобы прикрыть их отход, к д. Тюмецево из д. Большое Шмаково выдвинулись три сотни 2-го Сибирского казачьего полка. К утру 24 августа 1919 года стрелки белого 1-го штурмового полка заняли позицию от озера Острогино, р. Крутишки (Виловатки). К северу от них были две сотни 2-го Сибирского казачьего полка. Белый 2-й штурмовой полк оборонял деревни Крутиху и Бородино. Левый фланг от д. Бородино до перекрестка дорог в 10 километрах севернее д. Большое Молотово прикрывал 1-й Сибирский казачий Ермака Тимофеевича полк, выдвинувшийся из д. Ошурково. Штаб 1-й Сибирской казачьей дивизии с 1-й Сибирской казачьей батареей остановился в д. Терпугово. Предполагалось, что части Сводной Сибирской дивизии отойдут дальше в тыл, оставив сибирских казаков прикрывать линию фронта. С утра 24 августа 1919 года красный 268-й Уральский полк выступил из с. Романова вверх по течению реки Суери на д. Широково. Упорное сопротивление оказали четыре сотни 3-го Сибирского казачьего полка. Сбив их, красный 268-й Уральский полк занял д. Широково и с. Шмаковское, потеряв 1 убитым и 12 раненных. Отступая, две сотни 3-го Сибирского казачьего полка заняли оборону у д. Секисово, 2,5 сотни отошли в д. Терпугово, к штабу дивизии, а один взвод в д. Большое Шмаково для поддержания связи с полками Сводной Сибирской дивизии. Развивая наступление к вечеру, после 3-х часового боя красноармейцы 268-го Уральского полка выбили сотню белого 3-го Сибирского казачьего полка из д. Секисовой, белые отошли к д. Волосниково. 25 августа 1919 года красный 268-й Уральский полк с 5-й Белорецкой батареей выступили из с. Шмаковского и д. Секисово. Вытеснив сотню 3-го Сибирского казачьего полка из д. Волосниково двинулись на деревни Большое и Малое Шмаково. На ночь красный 268-й Уральский полк остановился в занятых им деревнях Щукино и Большое Просеково. Выступив из с. Боровского, красный 269-й Богоявленско-Архангельский полк вместе с 6-й Богоявленской батареей и 3-м Уфимским кавдивизионом, не встречая сопротивления, подошёл к реке Суери у д. Терпугово. 2-я Сибирская казачья дивизия, которая должна была удерживать этот участок, в этот день митинговала и на фронт не выдвинулась. Красный 269-й Богоявленско-Архангельский полк занял деревни Бородино, Терпугово и Одину (Шаршино), после чего, тесня арьергардные сотни 1-го Сибирского казачьего Ермака Тимофеевича полка занял с. Верхнесуерское, деревни Шумилово, Белова, Шестакова, Сосновка, Усть-Карагайское. Сотни 1-го Сибирского Ермака Тимофеевича казачьего полка отступили к д. Середкино. Оказавшийся в окружении белый 2-й Штурмовой полк отошёл на дорогу через д. Дураково. К вечеру белые стрелки-штурмовики вышли на речку Кизак в деревнях Кокаревой и Жиляково. Прикрывавший их отход, 2-й Сибирский казачий полк к ночи с боем отошел к д. Дураково. Вечером в штаб Конной группы генерала Волкова поступил приказ командарма Лохвицкого об отходе всех частей к оз. Куртан и д. Большое Каменное. 26 августа 1919 года батальон 269-го Богоявленско-Архангельского полка с 3 пулеметами и 1 бомбометом обошел левый фланг и вышел в тыл казакам, занимавшим позиции у д. Дураково. После часового боя сотни 2-го Сибирского казачьего полка прорвались и отошли на д. Кокарево.
1 сентября 1919 года началась последняя крупная наступательная операция Русской армии адмирала А. В. Колчака. Штаб красной 30-й дивизии остановился в с. Верхнесуерском. 21 сентября 1919 года белые части стали выходить к берегам реки Кизак на всем фронте. 26 сентября 1919 года, несмотря на отход правого фланга, части 30-й дивизии пытались удержать занимаемые ими позиции по этой реке. Красный 269-й Богоявленско-Архангельский полк занимал позицию от д. Погадаево до д. Дураково. Приданный полку эскадрон 3-го Уфимского кавдивизиона был направлен на дорогу из д. Дураково на с. Верхнесуерское. На участке красного 270-го Белорецкого полка в полдень белая артиллерия из 3 лёгких орудий открыла огонь по д. Грамотеевой. Затем две роты белой пехоты 70-го Сибирского полка с эскадроном конницы на флангах атаковали и заняли деревню. После этого белая батарея перенесла огонь на д. Погадаево, а белая конница попыталась двинуться по дороге от д. Еремино на д. Дураково, но была отбита. В отступившем на запад красном 268-м Уральском полку, один из батальонов стоял в с. Верхнесуерском. 27 сентября 1919 года на участке 3-й бригады Брока белые открыли огонь из 4 орудий по правому флангу красного 269-го Богоявленско-Архангельского полка, после чего спешившаяся белая конница цепями начала наступать на деревню Дураково. Получив приказ об отступлении, красный 269-й Богоявленско-Архангельский полк отошел от дд. Погадаево, Журавлево и Сивково на 4-7 километров к западу. Красный 270-й Белорецкий полк оставил с. Кизак. 28 сентября 1919 года части 30-й красной дивизии отступали по всему фронту. На участке 3-й бригады Брока 268-й Уральский полк отходил к деревням Большое и Малое Шмаково, 269-й Богоявленско-Архангельский полк отступал к деревням Ошурково и Крутиха, а 270-й Белорецкий полк двигался на дорогу из д. Крутиха в с. Голопупово (Петропавловка). Без боя были оставлены построенные красноармейцами 1-й саперной роты укрепления на линии от с. Щукино до д. Шумилово. Вечером преследовавшие отступающих четыре эскадрона белой конницы попытались атаковать 269-й Богоявленско-Архангельский полк у д. Крутиха, но были отбиты. На участке 262-го Красноуфимского полка между с. Верхнесуерским и с. Мостовское белая пехота и конница при поддержке огня артиллерии перешли в атаку. Основной их удар пришелся на д. Новое Середкино (Овечкино). Красноармейцами было отбито 7 атак белой пехоты. В свою очередь, 262-й Красноуфимский полк попробовал контратаковать, но был отбит ружейно-пулеметным огнем. К утру 29 сентября 1919 года части 30-й дивизии занимали положение: 2-я бригада от дороги из д. Крутиха в с. Голопупово (Петропавловское), затем по реке Емуртле до д. Кашаир и напротив северо-западной окраины с. Емуртлинского; 268-й Уральский полк держал оборону у деревень Малое и Большое Шмаково, а в д. Шастово стояла Оренбургская сотня и полковая учебная школа. 30 сентября 1919 года на участке 3-й бригады, красный 268-й Уральский полк сменил 264-й полк у с. Шмаковского,. Красный 269-й Богоявленско-Архангельский полк занял позиции у Большого и Малого Шмаково. После небольшого боя красноармейцы вновь заняли д. Ошурково, выбив из нее эскадрон и полуроту белой пехоты, после чего развивая наступление двинулись на с. Щукино. Здесь стояла подошедшая с востока белая Златоустовско-Красноуфимская партизанская бригада. Стрелки 1-го Красноуфимского полка заняли оборону, а два полка 2-й Уфимской кавдивизии начали обходить наступавших красных на д. Ошурково. Одновременно белый батальон 2-го Кыштымского полка при поддержке огня 3 легких орудий атаковал д. Крутиха. Под этим натиском красноармейцы с боем отошли обратно к д. Ошурково.
В ночь на 14 октября 1919 года красные перешли в наступление по всему фронту. 19 октября 1919 года в связи с отходом на участке соседней Южной группы полкам 18-й Сибирской дивизии был отдан приказ также отступать на восток. Без какого-либо давления со стороны красных, снявшись с позиции, белые 70-й Сибирский полк штабс-капитана Кучевского и 72-й Сибирский полк подполковника Парфенова отступили восточнее линии д. Терпугово — с. Верхнесуерское, откуда двинулись через д. Дураково на позиции по восточному берегу р. Кызак, где заняли оборону от с. Уварово и д. Еремино до д. Грамотеево. Сводный конно-егерский дивизион (30-40 сабель), 18-й Сибирский егерский батальон (50-60 штыков, пулеметов нет) штабс-капитана Стекло-Смецкого и конно-горный взвод (2 конно-горных орудия) находились при штабе 18-й Сибирской дивизии, который из с. Верхнесуерского перешел через д. Еремино в д. Чистое. 20 октября на участке 3-й бригады Брока, красные полки занимали прежнее положение: 268-й Уральский у с. Шмаковское, 269-й Богоявленско-Архангельский — д. Мал. Шмаково — д. Ошурково, 270-й Белорецкий — д. Крутиха — перекресток дорог в 12 километрах к югу от д. Бердюгина. 21 октября 268-й Уральский полк двинулся по дороге на с. Верхнесуерское. Белые оказали упорное сопротивление и с. Верхнесуерское было занято после продолжительного боя. Красный 269-й Богоявленско-Архангельский полк наступал севернее с. Верхнесуерское, к вечеру, он вышел на 6 километров северо-восточнее села Верхнесуерское. Красный 270-й Белорецкий полк, выступил одним батальоном на д. Дураково, а другим батальоном — на с. Щукино. 22 октября красный 269-й Богоявленско-Архангельский полк по-прежнему стоял в с. Верхнесуерское и в 5 километрах северо-восточнее нее. Два батальона 270-го Белорецкого полка, с утра заняли д. Дураково, вытеснив части белой Уфимской кавалерийской и Екатеринбургской дивизий на юго-восток.

### Советское время
В 1919 году образован Верхнесуерский сельсовет.
С 1920 года школа стала сельской четырехклассной. Во время Великой Отечественной войны она стала семилетней. В 1955 году была преобразована в среднюю школу и в 1957 году сделала первый выпуск в новом качестве.
В период с 1934 по 1961 год работала Верхнесуерская МТС. С 1956 года на территории Верхнесуерского сельского совета работал колхоз имени Гагарина, прекративший своё существование в 2005 году. Установлен мемориальный обелиск, посвящённый красноармейцам-верхнесуерсцам, погибшим в годы Великой Отечественной войны.
Решением Курганского облисполкома от 27 сентября 1965 года д. Шаршина, д. Шестакова и с. Верхне-Суерское объединены в с. Верхнесуерское.

### Современное состояние
2 ноября 2015 года после капитальной реконструкции открылся детский сад «Колокольчик» на 40 мест. Стоимость реконструкции составила 35 миллионов рублей (30 по программе модернизации дошкольного образования и 5 из областного бюджета). На открытии присутствовал губернатор Курганской области Алексей Кокорин.

## Общественно-деловая зона
- Бетонный трехгранный обелиск на кирпичном основании. У подножия памятника Вечный огонь в форме пятиконечной звезды. На обелиске установлены плиты с фамилиями погибших в годы Великой Отечественной войны. Огорожен якорными цепями[15].
- Муниципальное казенное общеобразовательное учреждение «Верхнесуерская средняя общеобразовательная школа», при школе есть историко-краеведческий музей. Школа основана в 1865 году.
- МКДОУ «Верхнесуерский детский сад», создан в 1978 году
- Фл «Верхнесуерский дом культуры»
- Верхнесуерская сельская библиотека

## Население
| 1763 | 1782 | 1795 | 1816 | 1834 | 1850 | 1858 |
| ---- | ---- | ---- | ---- | ---- | ---- | ---- |
| 364  | ↗378 | ↗426 | ↗457 | ↗632 | ↗769 | ↗904 |
| 1869 | 1893 | 1912 | 1926 | 1989 | 2002 | 2010 |
| ↘899 | ↘393 | ↗410 | ↗522 | ↗796 | ↘716 | ↘632 |

Резкое снижение численности населения между 1869 и 1893 годами обусловлено тем, что была образована д. Шестакова.
Резкое увеличение численности населения обусловлено тем, что в 1965 году д. Шаршина, д. Шестакова и с. Верхне-Суерское были объединены в с. Верхнесуерское.
Национальный состав
- По переписи населения 2002 года проживало 716 человек, из них русские — 94 %.

По данным переписи 1926 года:
- в селе Верх-Суерское (Маркова) проживало 522 человека, из них русские — 517 чел., немцы — 2 чел.
- в деревне Шаршина проживало 375 человек, все русские.
- в деревне Шестакова проживало 621 человек, из них русские — 618 чел., чуваши — 3 чел.

## Инфраструктура
Село разделено на 14 улиц (Береговая, Гагарина, Заречная, Кирова, Кокорина, Колхозная, Крестьянская, Ленина, Молодёжная, Мостовая, Речная, Складская, Степная, Центральная). В Верхнесуерском расположены действующие детский сад (МАДОУ «Колокольчик»), школа (МКОУ «Верхнесуерская СОШ»), дом культуры и почтовое отделение.

## Церковь
Не позднее 1750 года в слободе Верх-Суерской построена деревянная церковь во имя Святого Великомученика Георгия Победоносца.
В 1796 году на средства прихожан построена новая деревянная церковь с двумя престолами: в главном холодном храме — во имя Святого Апостола и Евангелиста Иоанна Богослова, в теплом приделе — во имя Святого Великомученика Георгия Победоносца.
В 1867 году прихожане вместо обветшавшей деревянной церкви решили построить каменную. 18 октября 1867 года выдана храмозданная грамота. 20 сентября 1875 года во время строительства один из куполов обрушился и повредил северную капитальную стену.
В 1878 году из трапезы нового храма устроена теплая церковь с престолом во имя Святого Великомученика Георгия Победоносца с переносом иконостаса, находившегося в теплом приделе старой церкви. Освящена 7 января 1881 года благочинным Ялуторовских и частию Курганских окружных церквей, священником села Мокроусово Михаилом Першуковым, в сослужении с соседними священниками. В том же году старая церковь продана в деревню Чебаки. В 1890 г. в летнем храме устроен новый иконостас работы курганского мещанина из ссыльных Михаила Левандовского.
22 апреля 1895 г. благочинным Ялуторовских уездных церквей, священником слободы Кизакской Александром Лавровым при участии священников слободы Верх-Суерской и села Мостовского, освящен главный холодный храм во имя Святого Апостола и Евангелиста Иоанна Богослова.

### Часовня в честь Всех Святых
В 1864 г. на собственные средства крестьянина слободы Верх-Суерской Ермила Гольцова на приходском кладбище построена часовня в честь Всех Святых. В 1905 г. часовня перестроена.

## Деревня Шаршина
Деревня Шаршина возникла между 1763 и 1782 годами. В неё первыми переехали с семьями крестьяне Верхсуерской слободы: Яков Михаилов Шестаков, Василий Степанов Шестаков, Андрей Юдин Шишкин, Семен Самоилов Верходанов; бобыли: Михаил Яковлев Шаршин, Андрей Федоров Шаршин, Никифор Козмин Лыжин, Василий Иванов Клевакин; крестьяне деревни Орловой: Иван Петров Зырянов, Еремей Иванов Зырянов, Никита Петров Зырянов, Фёдор Петров Зырянов; крестьяне деревни Шмаковой: Леонтий Афанасьев Шмаков, Прокопий Афанасьев Шмаков. Семьи бобылей стали государственными крестьянами.
Решением Курганского облисполкома от 27 сентября 1965 года д. Шаршина, д. Шестакова и с. Верхне-Суерское объединены в с. Верхнесуерское.
| Численность населения, чел. | Численность населения, чел. | Численность населения, чел. | Численность населения, чел. | Численность населения, чел. | Численность населения, чел. | Численность населения, чел. | Численность населения, чел. | Численность населения, чел. | Численность населения, чел. |
| 1782                        | 1795                        | 1816                        | 1834                        | 1850                        | 1858                        | 1868                        | 1893                        | 1912                        | 1926                        |
| --------------------------- | --------------------------- | --------------------------- | --------------------------- | --------------------------- | --------------------------- | --------------------------- | --------------------------- | --------------------------- | --------------------------- |
| 121                         | 172                         | 150                         | 205                         | 215                         | 275                         | 256                         | 258                         | 262                         | 375                         |

## Деревня Шестакова
Деревня Шестакова возникла между 1869 и 1893 годами.
Решением Курганского облисполкома от 27 сентября 1965 года д. Шаршина, д. Шестакова и с. Верхне-Суерское объединены в с. Верхнесуерское.
| Численность населения, чел. | Численность населения, чел. | Численность населения, чел. |
| 1893                        | 1912                        | 1926                        |
| --------------------------- | --------------------------- | --------------------------- |
| 474                         | 542                         | 621                         |